# Echinocereus enneacanthus
Echinocereus enneacanthus är en kaktusväxtart som beskrevs av Georg George Engelmann. Echinocereus enneacanthus ingår i släktet Echinocereus och familjen kaktusväxter.

## Underarter
Arten delas in i följande underarter:
- E. e. brevispinus
- E. e. enneacanthus

## Bildgalleri

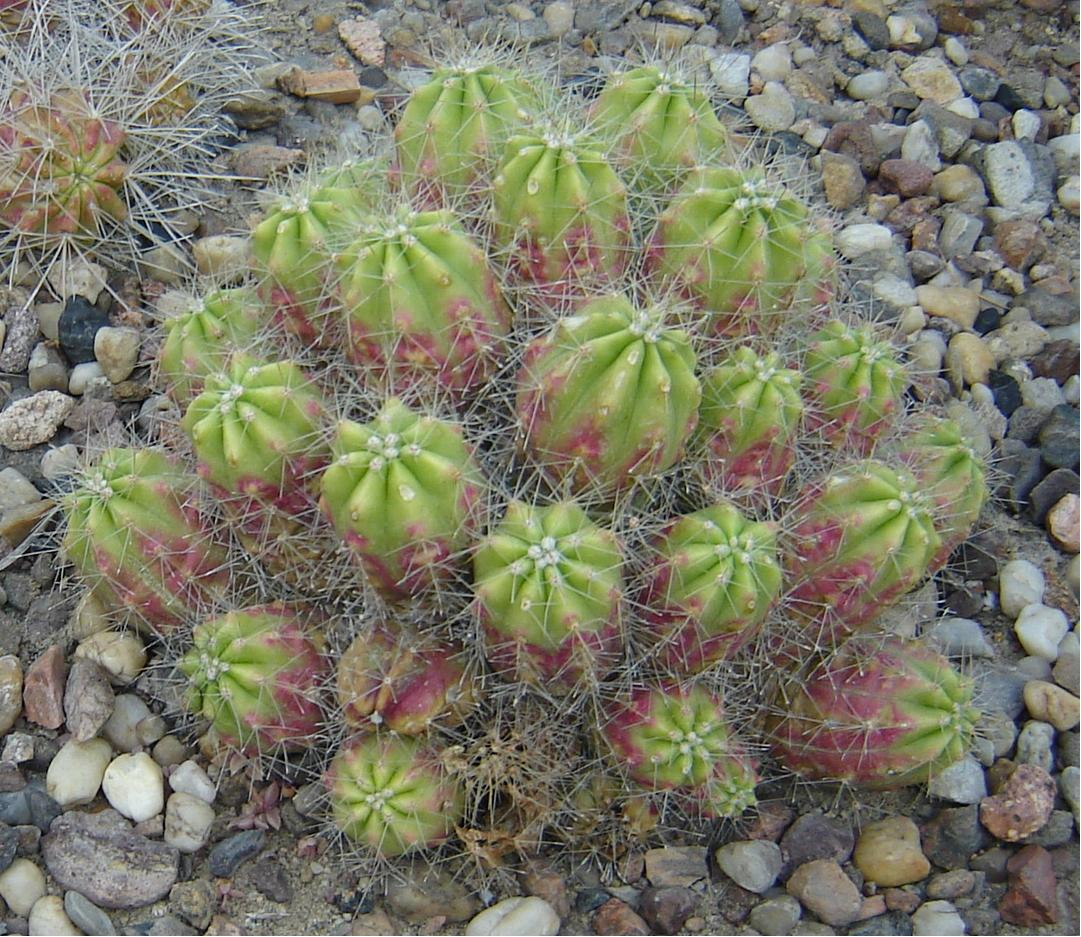
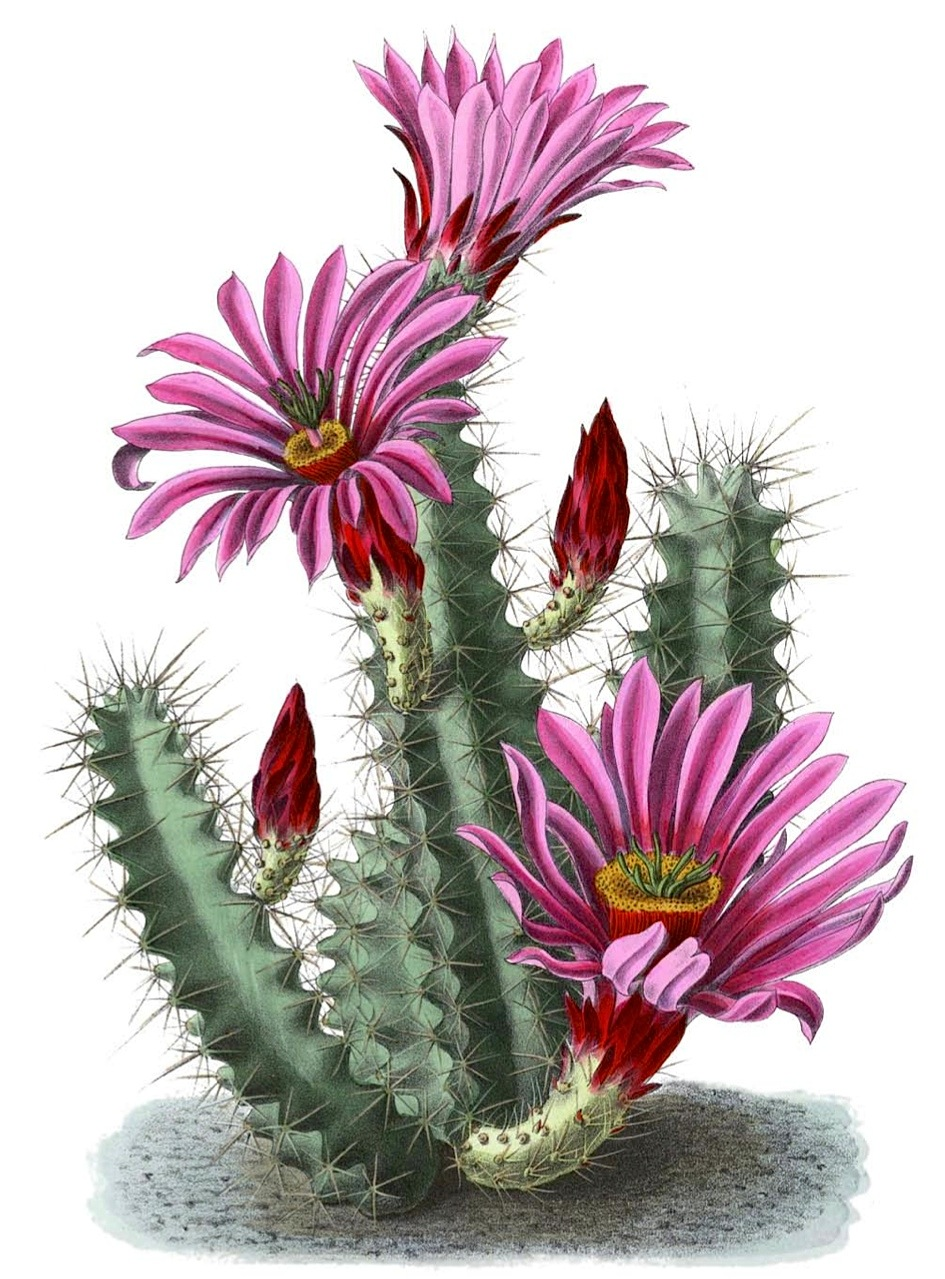